# Résolution 1722 du Conseil de sécurité des Nations unies
Membres permanents
- Chine
- États-Unis
- France
- Royaume-Uni
- Russie

Membres non permanents
- Argentine
- Congo
- Danemark
- Ghana
- Grèce
- Japon
- Pérou
- Qatar
- Slovaquie
- Tanzanie

Résolution no 1721 Résolution no 1723
La résolution 1722 du Conseil de sécurité des Nations unies, adoptée à l'unanimité le 21 novembre 2006, après avoir rappelé les résolutions précédentes sur les conflits en ex-Yougoslavie, notamment les résolutions 1031 (1995), 1088 (1996), 1423 (2002), 1491 (2003), 1551(2004), 1575 (2004) et 1639 (2005), a prolongé de douze mois le mandat de l'EUFOR Althea en Bosnie-Herzégovine en tant que successeur légal de la Force de stabilisation (SFOR). 

## Résolution

### Préambule
Le Conseil de sécurité a souligné l'importance de la pleine mise en œuvre des accords de Dayton (Accord-cadre général) et a salué les contributions de la SFOR, de l'Organisation pour la sécurité et la coopération en Europe (OSCE) et d'autres organisations internationales. La situation continue de constituer une menace pour la paix et la sécurité et le Conseil est déterminé à promouvoir un règlement pacifique du conflit. En outre, il s'est félicité de l'engagement accru de l'Union européenne en Bosnie-Herzégovine et des progrès de cette dernière vers l'adhésion à l'Union européenne.

### Dispositif
Agissant en vertu du chapitre VII de la Charte des Nations unies, le Conseil a rappelé aux parties aux accords de Dayton leur responsabilité de mettre en œuvre lesdits accords. Il a souligné le rôle du haut représentant international en Bosnie-Herzégovine dans le suivi de leur mise en œuvre. Elle attache également de l'importance à la coopération avec le Tribunal pénal international pour l'ex-Yougoslavie (TPIY).
Le Conseil de sécurité a félicité les pays participant à l'EUFOR et a prolongé la mission de douze mois supplémentaires. Il a également autorisé le recours aux mesures nécessaires, notamment le recours à la force et à la légitime défense, pour garantir le respect des accords ainsi que la sécurité et la liberté de mouvement du personnel de l'EUFOR ou de l'OTAN. Tous les accords s’appliqueraient à la mission de suivi.
La résolution salue en outre le déploiement de la Mission de police de l'Union européenne en Bosnie-Herzégovine depuis le 1er janvier 2003, qui a remplacé la Mission des Nations unies en Bosnie-Herzégovine (MINUBH). Enfin, il a demandé au secrétaire général Kofi Annan de faire rapport sur les progrès réalisés par les parties dans la mise en œuvre des accords de paix.

## Voir également
- Guerre de Bosnie-Herzégovine
- Accords de Dayton
- Guerres de Yougoslavie